# Georg Schneider (Politiker, 1892)

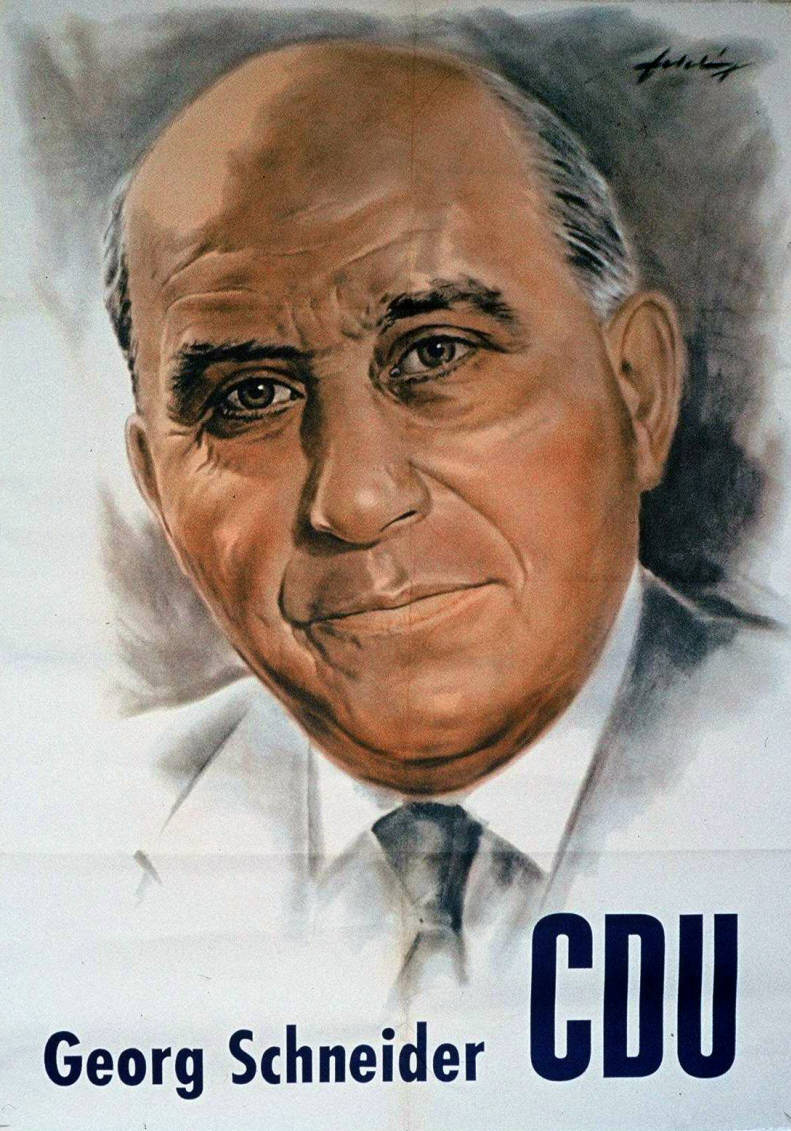
Georg Schneider auf einem Wahlplakat zur Bundestagswahl 1957

Georg Schneider (* 26. Januar 1892 in Neuheiduk, Landkreis Beuthen; † 1. Juni 1977 in Hamburg) war ein deutscher Gewerkschafter und Politiker (CDU).

## Leben
Georg Schneider lernte als Kaufmannsgehilfe. Ab 1919 war er Geschäftsführer des Deutschnationalen Handlungsgehilfenvereins in Oberschlesien, Stahlhelm-Führer in Gleiwitz und bis 1933 Mitglied der Deutschen Zentrumspartei. 1926 bis zu seiner Entlassung aus politischen Gründen 1933 war er Provinzial-Verwaltungsrat in Ratibor. Von 1933 bis 1945 war Filialdirektor der Gerling-Versicherung in Leipzig.
Georg Schneider war nach dem Krieg zunächst in der CDU in Sachsen und Thüringen aktiv geworden. Als Landesgeschäftsführer der thüringischen CDU wurde er am 8. September 1947 auf dem II. Parteitag der Union in den Zonenvorstand gewählt. Schneider wurde von der sowjetischen Besatzungsmacht drei Monate inhaftiert und 1947 des Landes verwiesen.
Er war von 1948 bis 1960 Mitglied im Hauptvorstand der Deutschen Angestellten Gewerkschaft (DAG) heute ver.di, dabei von 1959 bis 1960 als amtierender Vorsitzender. Außer in seinen Ämtern in der DAG wirkte er für seine gewerkschaftlichen Anliegen als Mitglied des Bundestags von 1953 bis 1961 sowie von 1962 bis 1965.